# USS Pickering (1798)
L’USS Pickering est une goélette de 14 canons de l'United States Navy lancée en 1798. Intégrée initialement à l'United States Revenue Cutter Service, elle participe activement à la quasi-guerre au sein de l'US Navy, en poursuivant les corsaires français qui harcèlent le commerce américain.
Elle disparaît en 1800.[réf. nécessaire]